# 陳慕
陳慕（英文名：Daniel ，1993年11月1日—），生於台灣高雄市。台灣男演員。2015年參加中天綜合台綜藝節目《大學生了沒》，成為該節目的班底，隨後簽約蔡康永所創的經紀公司海灘娛樂，成為旗下簽約藝人，從而正式進入演藝圈。兩年後到美國進修學業離開海灘娛樂，並在2017年主演奇幻愛情喜劇電影《奇幻民宿》，隨後簽給個人經紀Apo。

## 影視作品

### 電影
- 2016年9月 中國大陸電影：《A測試之愛情大冒險》
- 2017年9月 中國大陸電影：《奇幻民宿》 飾演 阿安
- 2018年 台灣電影：《王牌教師 麻辣出擊》（麻辣鮮師電影版）飾演 韓少雅[2]
- 2018年 台灣微電影：《繪梨醬的告白日記》
- 2021年 台灣、奧地利、法國和比利時合拍電影：《金錢男孩MONEYBOYS》 飾演 郭勇

### 電視劇
| 首播年份 | 播出頻道 | 劇 名              | 飾 演                  |
| -------- | -------- | ------------------ | ---------------------- |
| 2015年   | 中國大陸 | 《小主嗨起來》     | 飾演 大偉              |
| 2015年   | 中國大陸 | 《極品女士第四季》 | 飾演 莎莎男友（第2集） |
| 2016年   | 台灣     | 《劣人傳之詭計》   | 飾演 鹿家豪            |
| 2019年   | 台灣     | 《我們不能是朋友》 | 飾演 顏百洋            |
| 2021年   | 台灣     | 《天巡者》         | 飾演 程磊              |

### 音樂錄影帶
- 2016年 謝和弦 《這是最後一次 （页面存档备份，存于）》
- 2019年 許維芳 《留不下的 （页面存档备份，存于）》

## 代言廣告
- LG G7+ThinQ手機廣告
- KFC 肯德基 <翅粉烏拓幫 天生翅粉系列>
- 7-ELEVEN<三麗鷗明星粉紅集點送>